# Plancherel-Maß
In der Mathematik ist das Plancherel-Maß ist ein Wahrscheinlichkeitsmaß, welches auf der Menge {\displaystyle {\widehat {G}}} der irreduziblen Darstellungen {\displaystyle \pi } einer lokalkompakte Gruppe {\displaystyle G} definiert wird.
Das Plancherel-Maß auf halbeinfachen Lie-Gruppen ist ein von Harish-Chandra eingeführtes wichtiges Konzept der Darstellungstheorie von Gruppen.

## Definition auf endlichen Gruppen
Sei {\displaystyle G^{\wedge }} die Menge der irreduziblen Darstellungen {\displaystyle \pi } einer endlichen Gruppe {\displaystyle G}. Das Plancherel-Maß auf {\displaystyle G^{\wedge }} ist für eine Darstellung {\displaystyle \pi } definiert als
{\displaystyle \mu (\pi )={\frac {(\mathrm {dim} \,\pi )^{2}}{|G|}}.}

## Definition auf halbeinfachen Lie-Gruppen
Sei {\displaystyle G} eine reelle reduktive Gruppe. Betrachte die reguläre Darstellung (durch Links- und Rechtsmultiplikation) von {\displaystyle G\times G} auf {\displaystyle H=L^{2}(G,\mu _{G})}, also dem Vektorraum der bezüglich des Haarmaßes quadratisch integrierbaren Funktionen. Dann gibt es eine Integral-Zerlegung
{\displaystyle H=\int _{\widehat {G}}H_{\omega }d\mu _{\widehat {G}}(\omega ),}
wobei {\displaystyle {\widehat {G}}} die Dualgruppe (also die Gruppe der Äquivalenzklassen irreduzibler Darstellungen von {\displaystyle G}) und {\displaystyle H_{\omega }=\omega \otimes \omega ^{*}} ist.
Das durch diese Zerlegung auf der Dualgruppe {\displaystyle {\widehat {G}}} definierte Maß {\displaystyle d\mu _{\widehat {G}}} ist das Plancherel-Maß. Die Zerlegung und damit das Plancherel-Maß wurden explizit von Harish-Chandra beschrieben. Insbesondere bewies er, dass der Träger von {\displaystyle d\mu _{\widehat {G}}} im Unterraum der temperierten Darstellungen enthalten ist.